# Рафо (Палермо)
Рафо је насеље у Италији у округу Палермо, региону Сицилија.
Према процени из 2011. у насељу је живело 222 становника. Насеље се налази на надморској висини од 724 м.